# 2020년 슬로바키아 총선
2020년 슬로바키아 총선은 총 150석의 슬로바키아 국민의회 의원들을 선출하기 위해 2020년 2월 29일 시행되었다.
이고르 마토비치가 이끄는 반부패 운동 평범한 사람이 53석을 획득하여 최대 정당으로 부상했다. 방향-사회민주주의 소속 페테르 펠레그리니 총리가 이끄는 방향-사회민주주의, 슬로바키아 국민당, 모스트-히드로 구성된 집권 연정은 38석에 그쳤고, 국민당과 모스트-히드는 단 한 석도 얻지 못하면서 원외정당이 되었다. 
한편, 2006년 선거 이래 처음으로 사회민주당이 제1당 수성에 실패하였으며 진보 슬로바키아와 SPOLU의 선거연합은 단 900여 표차로 봉쇄 조항에 미달하여 의석을 얻지 못했다.

## 선거 결과
| 정당                        |
| --------------------------- |
| 평범한 사람과 독립적인 인격 |
| 방향-사회민주주의           |
| 우리는 가족                 |
| 국민정당 우리의 슬로바키아  |
| 자유와 연대                 |
| 평범한 사람과 독립적인 인격 |
| 평범한 사람과 독립적인 인격 |